# Система лічби, мір та вагів інків
Система лічби, мір та вагів інків — система, що застосовувалася більшістю андських культур. В часи інкської імперії Тауантінсую була остаточно вдосконалена та систематизована. Тривалий час використовувалася в колоніальний період. Відома з іспанських хронік, автори яких підганяли назви під іспанські реалії XVI–XVII століть, водночас приводили різні відповідності зі середньовічної іспанської системою лічби, мір і ваг.

## Універсальний засіб вимірювання
В інків існувало універсальне «засіб вимірювання будь-якої речі» — тупу. Термін тупу з огляду на універсальність, утворював філософські, абстрактні поняття:
- Tupuyoc — вимірювана межа, кінець (світу).
- Mana tupuyock або tupunnak — нескінченність, недосяжне, безмірне.

## Відстані
- Тупу — величина вимірювання будь-якої речі.
- Allpa tupuk apu або cequek apu — вимірювач, роздільник земель.
- Cuchuch tupu — вимірювання ліктем.
- Chuta cazqui — загальна величина, становила сажень.
- Huc ccapa — величина ліктя.
- Huc cuchuch tupullam — величина або розмір ліктя Cucupi.
- Huc yuku — розмір однієї п'яді.
- Kapa — п'ядь.
- Ccapani — міряти п'ядями.
- Llullatupu — помилкова, неправильна величина, вимірювання.
- Muyu cazpi — коло, розміром з палицю.
- Pissinmi tupu або yauyan. — недостача у величині
- Rikra — розмір сажня.
- Rikrani — міряти ліктями.
- Sikya — половина сажні, одна вару на нашу (іспанської).
- Tupu — ліга.
- Tupuna — вару для вимірювання тканини.
- Tupuni — міряти що-небудь Уарамі, і засіб вимірювання.
- Tupucamalla tupuyoctaccuni — давати що-небудь за величиною.
- Yukuni — міряти п'ядями.

## Площа
- Ccullupoccha — міра площі чи об'єму.
- Тупу — величина виміру будь-якої речі.

Як сільськогосподарська одиниця вимірювання площі тупу являє собою частину або одиницю землі, яку кожному пуреху виділяли в айлью. Ця частка становила 60 кроків у довжину і 50 завширшки. Як засіб вимірювання зберігався і застосовувався в деяких районах Перу до XVIII ст.

## Об'єм
- Ccullupoccha — міра площі чи об'єму.
- Pokchп — півфанеги (фанега — іспанська міра сипучих тіл, рівна 55,5 л).
- Patma poccha — чверть фанегі.
- Poktoy — пригорща, або розмір двох долонь.
- Raqui — великий глек розміром в півфанегі.

## Вага
- Couque huarcu — срібна монета. одне песо.
- Ccori huarcu — золоте песо.
- Hinquinmi — недостача у вазі.
- Huarcu — песо, вага.
- Huarco collque — вага срібного песо.
- Huarcuspam ccuni — давати що-небудь за вагою.
- Llulla huarco — помилкова вага.
- Llasac caynin — вага.
- Llassan або llassacun — зважувати що-небудь або мати вагу.

## Вимірювання часу
В інків існував один з двох способів визначення денного часу: мірилом часу служив час, що витрачався на варіння картоплі, що приблизно дорівнювало одній годині. В Тауантінсую говорили: минуло стільки часу, скільки пішло б на приготування страви з картоплі.